# پاشاکوی (یورغیر)
پاشاکوی (به ترکی استانبولی: Paşaköy) یک منطقهٔ مسکونی در ترکیه است که در یورغیر واقع شده‌است.